# Tamás Darnyi
Tamás Darnyi (ur. 3 czerwca 1967 w Budapeszcie) – węgierski pływak, czterokrotny mistrz olimpijski i mistrz świata, ośmiokrotny mistrz Europy.
Specjalizował się w stylu zmiennym i w latach 1985–1992 zdominował konkurencje w tym stylu. W igrzyskach brał udział dwukrotnie, startował w Seulu i Barcelonie, łącznie zdobył cztery złote medale. I w 1988, i cztery lata później zwyciężał w obu dystansach stylem zmiennym. Podobnie było na mistrzostwach świata – odnosił podwójne zwycięstwa w 1986 i 1991 – oraz mistrzostwach Europy. Wielokrotnie bił rekordy świata. Był pierwszym pływakiem w historii, który złamał granicę 2 min na 200 m stylem zmiennym. Został wybrany dwukrotnie najlepszym Pływakiem Świata w 1987 i 1991 r., trzykrotnie najlepszym Pływakiem Europy w 198, 1988 i 1991 oraz pięciokrotnie najlepszym sportowcem na Węgrzech (1986, 1987, 1988, 1990 i 1992).

## Rekordy świata
| Data             | Miejsce   | Basen      | Konkurencja           | Rezultat    | Status                            |
| ---------------- | --------- | ---------- | --------------------- | ----------- | --------------------------------- |
| 23 sierpnia 1987 | Strasburg | 50-metrowy | 200 m stylem zmiennym | 2:00,56 min | do 25 września 1988               |
| 25 września 1988 | Seul      | 50-metrowy | 200 m stylem zmiennym | 2:00,17 min | do 20 sierpnia 1989 David Wharton |
| 13 sierpnia 1991 | Perth     | 50-metrowy | 200 m stylem zmiennym | 1:59,36 min | do 11 września 1994 Jani Sievinen |